# یرکراپاه
اتحادیه داوطلب یرکراپاه (ارمنی: «Երկրապահ» կամավորական միություն, ԵԿՄ یا به صورت یرکراپاه) یک گروه غیردولتی ارمنستانی متشکل از ۶۰۰۰ تن از کهنه‌سربازان جنگ اول قره‌باغ می‌باشد و توسط وازگن سارگسیان شکل گرفت. یرکراپاه یک گروه کهنه‌سرباز بزرگ و پرنفوذ می‌باشد.

## فرماندهان
- وازگن سارگسیان (۱۹۹۴–۱۹۹۹)
- مانوئل گریگوریان (۱۹۹۹–۲۰۱۹)
- ساسون میکائیلیان (۲۰۱۹-اکنون)